# 宮城県道129号閖上港線
宮城県道129号閖上港線（みやぎけんどう129ごう ゆりあげこうせん）は、宮城県名取市の閖上漁港から宮城県道273号仙台名取線交点に至る一般県道である。

## 概要

### 路線データ
- 起点：閖上漁港
  - ただし、起点を示す県設置の道標は日和山神社（閖上4丁目）、仙台市営バス閖上車庫跡の交差点にある。この交差点より終点へは西進するのが近道であるが、本路線は北進し突き当りを左折する。
- 終点：宮城県名取市増田（交差点＝宮城県道273号仙台名取線交点）
- 路線延長：6.589 km（実延長）

## 地理

### 通過する自治体
- 宮城県
名取市

### 交差する道路
- 仙台東部道路名取IC （名取市小塚原）
- 国道4号仙台バイパス （名取市増田）
- 宮城県道273号仙台名取線（かつての国道4号旧道） （名取市増田）
- 宮城県道10号塩釜亘理線 （名取市閖上）
- 宮城県道128号名取停車場線 （名取市増田）
  - 増田地区（おおよそ名取市役所以西）の経路が変更された際接続するようになった。都市計画道路名取駅閖上線として本路線と一体的に整備が進んでいる。